# Мала українська енциклопедія актуальної літератури
Мала українська енциклопедія актуальної літератури (МУЕАЛ) — довідкове видання й антологія, що насамперед висвітлює український літературний процес 1980-х і 1990-х років. 
Вийшла друком як спеціальне 3-є число журналу «Плерома» за 1998 рік в рамках проєкту «Повернення деміургів». 
Як і попередні числа журналу "Плерома", дане число випустило видавництво Лілея-НВ (Івано-Франківськ).

## Короткий опис
Український письменник та головний редактор журналу "Плерома" Володимир Єшкілєв був керівником цього проєкту та упорядником глосарійного корпусу. Редактором проєкту та упорядником хрестоматійної частини був Юрій Андрухович. Автором значної кількості глосарійних статей був Олег Гуцуляк, заступник головного редактору журналу "Плерома".
Мала українська енциклопедія актуальної літератури складається з передмови Володимира Єшкілєва «Повернення деміургів», передмови Юрія Андруховича «Повернення літератури», глосарійного корпусу та хрестоматійного додатку.
До глосарійного корпусу входять персоналії сучасних українських письменників, літературні об'єднання, найважливіші антології, літературні часописи, літературознавчі терміни.
Хрестоматійний додаток складається з декількох розділів, до яких входять твори таких літературний об'єднань та авторів:
- Львівські «підпільні сімдесятники»
  - Григорій Чубай
  - Олег Лишега
  - Микола Рябчук
  - Володимир Яворський
  - Юрій Винничук
- Перші вісімдесятники
  - Наталка Білоцерківець
  - Галина Пагутяк
  - В'ячеслав Медвідь
  - Тарас Федюк
  - Василь Герасим'юк
  - Ігор Римарук
- Київська міська іроніка
  - Володимир Діброва
  - Богдан Жолдак
- Молодші вісімдесятники
  - Оксана Забужко
  - Іван Малкович
  - Бу-Ба-Бу: Юрій Андрухович, Олександр Ірванець, Віктор Неборак
  - Петро Мідянка
  - Бахмацька школа: Костянтин Москалець
  - Володимир Цибулько
  - ЛуГоСад: Іван Лучук, Назар Гончар, Роман Садловський
  - Пропала грамота: Юрко Позаяк, Віктор Недоступ, Семен Либонь
- Проза «соціальної клініки»
  - Євген Пашковський
  - Олесь Ульяненко
- Дев'ядесятники і дев'яностики
  - Нова деґенерація: Іван Андрусяк, Іван Ципердюк, Степан Процюк
  - Юрій Бедрик
  - Василь Махно
  - Віталій Гайда
  - ММЮННА ТУГА: Мар'яна Савка, Маріанна Кіяновська
  - Тимофій Гаврилів
  - Червона фіра: Сергій Жадан
- Станіславський феномен і поруч з ним
  - Іздрик
  - Ярослав Довган
  - Тарас Прохасько
  - Володимир Єшкілєв
  - Галина Петросаняк
  - Олег Гуцуляк
  - Марія Микицей
  - Мирослав Король
  - Володимир Мулик
- Одинаки й самітники
  - Юрій Покальчук
  - Володимир Назаренко
  - Андрій Охрімович
  - Тарас Мурашко

В 2000 році було видано додатковий наклад видання з вказівкою замість "1998" року "2000".
Мала українська енциклопедія актуальної літератури (тобто її глосарійний корпус) представлена в електронному вигляді на сайті часопису Ї.

## Джерело
- Плерома.  — Івано-Франківськ: Лілея-НВ, 1998. —  № 3. Проект "Повернення деміургів". Мала українська енциклопедія актуальної літератури (МУЕАЛ). — 287 с.  — ISBN 9667263223